# Hodyń
Hodyń (ukr. Годинь) – wieś na Ukrainie w rejonie kowelskim, obwodu wołyńskiego, położona nad jeziorem Lubowel, tuż przy granicy z Białorusią. W II Rzeczypospolitej miejscowość wchodziła w skład gminy wiejskiej Górniki w powiecie kowelskim województwa wołyńskiego. Po II wojnie światowej w skład wsi weszły pobliskie chutory Podhodyniec i Suchyny.
Do 2020 w rejonie ratnieńskim.